# Dédé Saint Prix
André „Dédé“ Saint Prix (* 10. Februar 1953 in Le François auf Martinique) ist ein französischer Sänger, Perkussionist und Flötist karibischer Musik, insbesondere des Chouval bwa, der aber auch Hip-Hop, Charanga, Ragga, Zouk und Kompa aufgreift.

## Leben und Wirken
Von seinen Großeltern erzogen, hatte Saint Prix einen guten Zugang zur Volksmusik von Martinique. Als Mitglied des städtischen Chors nahm er 1968 im Alter von 15 Jahren seine erste Platte auf. Dann wirkte er in den Gruppen La Selecta Martinique und Malavoi. Gemeinsam mit dem Perkussionisten Bago Balthazar gründete er Anfang der 1970er Jahre die Gruppe Pakatak. 1982 gründete er die Gruppe Avan-Van. Er beschäftigte sich intensiv mit dem Chouval bwa (der Musik, die auf den Karussells mit Holzpferden gespielt wurde) und setzte sich für dieses musikalisches Erbe ein. 1985 unternahm er die Grand Méchant Zouk-Tour mit zahlreichen Persönlichkeiten der karibischen Musik. Er arbeitete zunächst als Lehrer, bevor er 1991 seinen Beruf aufgab, um sich ganz der Musik zu widmen und weltweit aufzutreten.
Mit Roland Pierre-Charles veröffentlicht er eine CD mit dem Titel Koktel chouva bwa. Er unterstützte Serge Gainsbourg und Georges Augier beim Schreiben des Ethno-Popsongs White and Black Blues, der von Joëlle Ursull interpretiert den zweiten Platz des Eurovision Song Contest 1990 belegte.
2019 feierte er im Carreau du Temple in Paris sein 50-jähriges Bühnenjubiläum, das mitgeschnitten und im Hörfunk übertragen wurde.

## Preise und Auszeichnungen
1983 erhielt Saint Prix die Maracas d’Or (ein Preis, der in Paris an einen afrikanischen oder karibischen Künstler verliehen wird) für den Erfolg des Albums Piblisité. 1994 wurde er mit der Trophée Douceur d’Or für musikalische Tradition und 1997 für den Titel Balansey lala, den er gemeinsam mit Tanya Saint Val eingespielt hatte, mit dem Martinique-Preis für die beste traditionelle Musik der SACEM ausgezeichnet. Saint Prix wurde aufgrund seiner Verdienste 2012 sowohl zum Ritter der Ehrenlegion als auch des Ordre des Arts et des Lettres ernannt. 2019 erhielt er den Coup de Coeur Musiques du Monde der Académie Charles-Cros. 
Am 31. August 2019 benannte seine Geburtsstadt Le François den im Viertel La Jetée gelegenen Festplatz in Place Dédé Saint-Prix um.

## Diskographische Hinweise
- Dede Saint-Prix et Avan-Van (1983)
- Mi Sé Sa (Mango 1988)
- Lévé – Arrête ton Délire (Sonodisc 1991)
- Best of Dede Saint Prix (1993)
- Afro-caribbean Groove (Déclic 1999)
- Dédé Saint-Prix (Le Meilleur en Concert) (Créon 2001)
- Melanj (Buda 2007)
- Jean-Rémy Guédon, Christian Laviso, André Saint-Prix: Kaladjazz (2012)
- Intégrale Dédé Saint-Prix (Anthologie auf 5 CDs bei Frémeaux et Associés, 2018)
- Koktel Chouval Bwa (Aztec Musique 2020)